# Костюм

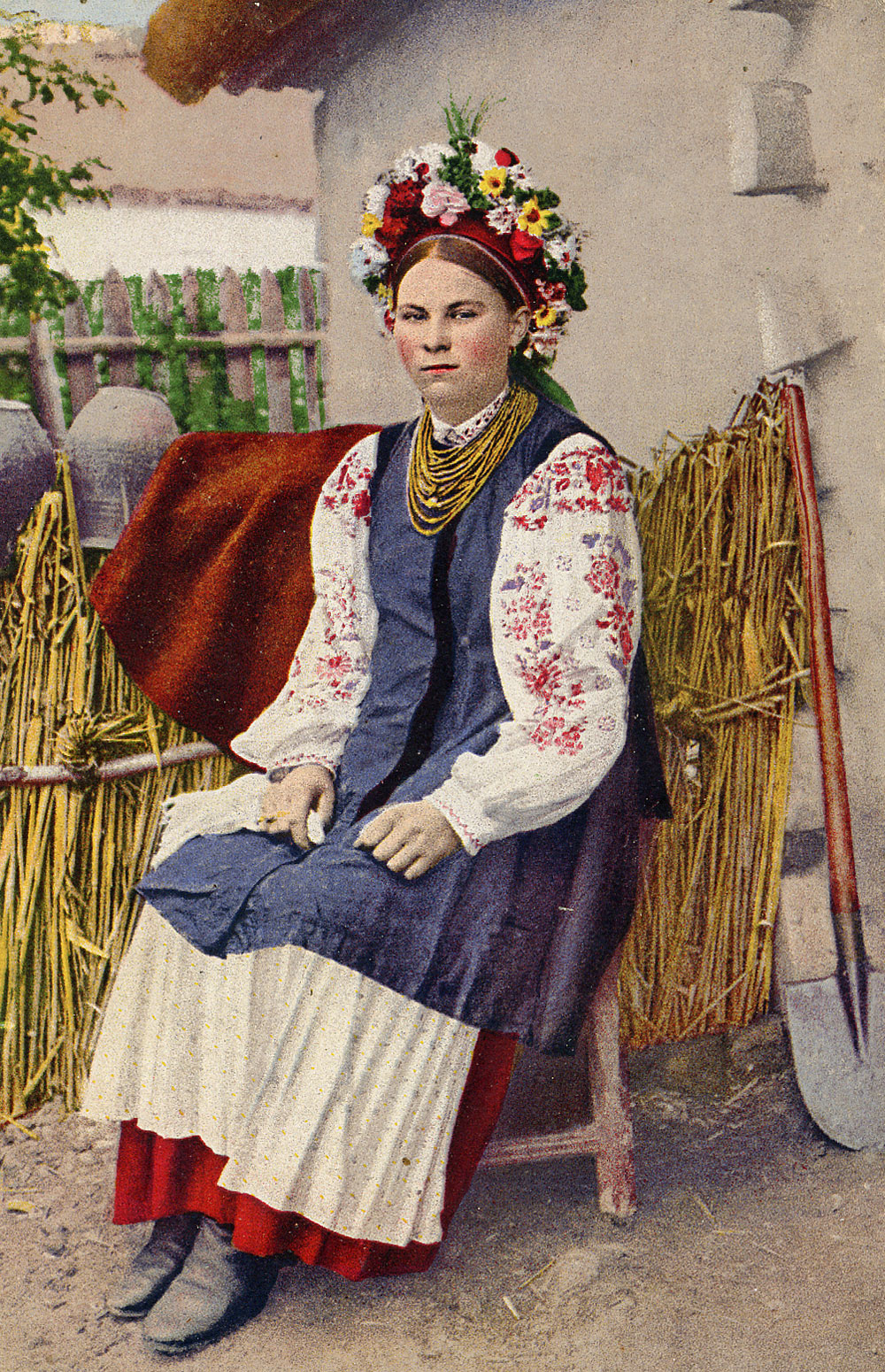
Костюм дівчини українки, 1916 р.

Костю́м (від фр. costume) — може означати одяг в загальному чи відмітний стиль в одязі, який відображає соціальну, національну, регіональну приналежність людини. Костюм може також означати художнє поєднання аксесуарів на картині, статуї, в поемі або п'єсі, відповідне часу, місцю чи іншим обставинам. Ще одне можливе значення позначає певний стиль одягу, в якому людина могла б зобразити невластиву їй роль, наприклад, маскарадний костюм або акторські костюми.
У більш вузькому і загальновживаному сенсі костюм — елемент класичного або ділового одягу: брючний костюм, костюм-трійка.

## Термінологія
- Категорії: вбрання, одяг, наряд, костюм, стрій тощо.
- Плечовий одяг / поясний одяг.
- Драпірований одяг, накладний одяг, розстібний одяг.
- Недиференційований одяг, диференційований одяг.
- Живописний костюм, пластичний костюм, архітектонічний костюм, декоративний костюм.
- Мода

## Історія

### Давнина
- Ранній одяг як субститут шкіри тварини. Особливості культурної динаміки Стародавнього Сходу.

- Найдавніший тип одягу каунакес

- Передньоазійський комплекс: канді, конас, кідаріс.

#### Стародавній Єгипет
Чоловічий схенті та жіночий калазірис — основа костюма. Орнаментація. Ускху. Сіндон. Сусх. Хаїк Ізіди.

#### Стародавня Греція
Формоутворення давньогрецького одягу – драпірувальна стратегія. 
- Кошлатий плащ Гомера.
- Доричний хітон пеплос. Особливості пластичної форми хітона – колпос, діплоїдій. Екзоміс. Іонічний хітон.
- Гіматій. Ораторський гіматій.
- Каліптра. Хламида.
- Типи давньогрецького взуття.
- Типи зачісок: грецький вузол корімбос.
- Мистецтво косметики.

#### Стародавній Рим
- Тога
- Жіночий одяг: пала, стола.
- Туніка: таларис, колодіум, далматика.
- Давньоримське взуття.
- Головні убори римлян.
- Чоловічі та жіночі зачіски.

### Азія

#### Арабський світ
- Бурнус, абба, хаїк, джебба.
- Головні убори: куфія, тарбуш, тюрбан.
- Жіночий одяг: хібара, чадра, борко.
- Штани-шаровари.
- Арабський каптан.

#### Індія
- Основна форма традиційного одягу – дхоті.
- Сарі. Чолі.
- Чоловічий індо-мусульманський костюм: сорочка, каптан, штани чурідара.
- Індомусульманський потрійний костюм: гхагра, чолі, дупата.
- Головні убори: чалма, тюрбан.
- Особливості макіяжу та зачісок.

#### Китай
- Халати. Нижній одяг. Верхній одяг. Символізм кольорів і декору. Ритуальний головний убір мянь та його семантика.

#### Японія
- Кімоно. Короткорукавки косоде. Юката.
- Парадник придворний костюм сокутай.
- Натільний одяг: фундоші, футано.
- Хаорі. Хакама
- Взуття: дзорі, ґета

### Європа

#### Візантія
- Туніка таларис — основа візантійського одягу. Туніка іматій.
- Дівітісій.
- Хламида, наплічник, табліон, лорум.
- Жіночій мофорій.

#### Романське середньовіччя
- Сорочка камізія (шенс). Штани бре (бракі). Панчохи шоси. Туніка гонель.
- Романське бліо. Накидка шап. Лабель.
- Романські зачіски. Шаперон. Обон. Омюз. Кувр-шеф.

#### Готичне середньовіччя
- Сорочка шенс. Панчохи шоси. Штани бре. Плаття кот. Верхній одяг сюрко
- Плаття котарді. Мантель.
- Чоловічий пурпуен – кроєний одяг. Котарді. Жакет. Рукава жиго. Стиль екревіс.
- Верхній одяг: Роб і упелянд
- Взуття пулени.
- Головні убори: бегуїн, шаперон, атур, енен.

#### Італійський ренесанс
- Антропоцентризм ренесансного костюма: експансія тіла. Декор – прорізи.
- Національні моделі ренесансного костюма. Флорентійська мода.
- Сорочка каміча.
- Маркер статі – кальцоні, кальце.
- Куртка джубоне, плащ табаро. Джорне.
- Гамура. Верхня сімара. Венеційські моди

#### Іспанський ренесанс
- Корпесуело, хубон і пансерон – основа футлярного костюма.
- Брижовий комір. Голілья, ротонда.
- Плащ капіта. Головні убори та взуття.
- Жіноче плаття вестідо. Бюск, шніп, корсет, вердугос.
- Верхній одяг – ропа та мантилья.

#### Англо-франко-німецький ренесанс
Франція
- Французький ренесансний комплекс: камізоль, пурпуен, фреза, шоси, кальсони.
- Верхній одяг: се, марлот
- Жіноче плаття роб.
- Коміри: Комір Медичі. Комір Стюарт.
- Барабанний вертюгаль. Валиковий вертюгаль.
- Оформлення голови: арселе, атіфе.

Англія
- Англійський ренесансний комплекс: дублет, раф, джеркін, брічз.
- Жіноче плаття гаун
- Каркас фарзінгейл. Конструкція енджел-слів.
- Головні убори: гейбл, френч-хууд.

Німеччина
- Спідниця фальтрок. Ландскнехти – плюдерхозе. Німецька шаубе.
- Плаття рок
- Саксонський комір, фламандський рукав. Каркас спрінгер.

## Види костюмів

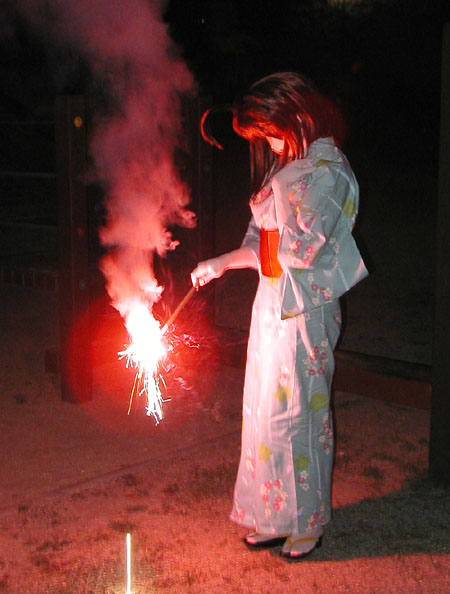
Юката — традиційний японський костюм

### Театральний костюм
Найбільш часто люди можуть бачити костюми на акторах в театрі чи кінофільмі. У поєднанні з іншими деталями костюм допомагає акторові створити образ персонажа. За створення образу, зазвичай, відповідають костюмери, художники по костюмах.

### Національний (народний) костюм
Національний або регіональний костюм відображає індивідуальність обмеженої групи людей і характеризує особливості її культури. Такий і український національний костюм. Часто національний костюм є предметом національної гордості. Прикладом таких костюмів може служити шотландський кілт або японське кімоно.

### Святкові костюми
У всіх народів святкові костюми відрізняються від повсякденних тим, що вони більш гарні, більш рясно прикрашені. Дуже часто святкові костюми мали ритуальне значення. І в наш час деякі свята можуть супроводжуватися перевдяганнями в казкових персонажів (наприклад, костюм Святого Миколая, карнавальні костюми тощо).